# ヴィンセント・フォシアーニ
ヴィンセント・フォシアーニ（Vincent Foschiani、1988年12月3日 - ）は、ドイツの男性キックボクサー。コンスタンツ出身。Bang Rajan Muay Thai所属。

## 来歴
2018年6月17日、K-1 WORLD GP 2018 JAPAN ～第2代フェザー級王座決定トーナメント～のスーパーファイトで野杁正明と対戦し2RKO負け。
2019年5月9日、Glory 64においてリバー・ダズと対戦し1-2の判定負け。
2020年2月29日、GLory 75においてジン・シジュンと対戦、1Rにダウンを奪われるも、2Rにダウンを奪い返し、結果は判定勝ち。

## 獲得タイトル
- ISKA -65kg ヨーロッパ王者